# Liste der denkmalgeschützten Objekte in Sankt Ruprecht an der Raab
Die Liste der denkmalgeschützten Objekte in Sankt Ruprecht an der Raab enthält die 14 denkmalgeschützten, unbeweglichen Objekte der österreichischen Gemeinde Sankt Ruprecht an der Raab im steirischen Bezirk Weiz.

## Denkmäler
| Foto |                 | Denkmal | Standort                                                             | Beschreibung | Metadaten |
| ---- | --------------- | --- | -------------------------------------------------------------------- | --- | --- |
| ja   | Datei hochladen | Schloss Münichhofen HERIS-ID: 84519 Objekt-ID: 98622seit 2020                                                                   | Etzersdorf 40 Standort KG: Etzersdorf                                | Das Gebäude wurde nach 1589 zu einem Renaissance-Schloss umgebaut, geht aber auf einen schon im 13. Jahrhundert erwähnten Meierhof zurück. Es ist ein schlichter Bau mit vier zweigeschoßigen Trakten um einen Innenhof mit vier zeltbedachten Ecktürmen, drei davon quadratisch, einer polygonal. Im Nordostturm liegt die Kapelle, hier haben sich Reste spätbarocker Ausstattung erhalten. Im Inneren des Obergeschoßes befinden sich Kreuzgratgewölbe mit Zierfeldern. Im Park befindet sich ein Bildstock aus dem Jahr 1762.                  | BDA-Hist.: Q21866182 Status: Bescheid Stand der BDA-Liste: 2025-06-30 Name: Schloss Münichhofen GstNr.: .53 Schloss Münichhofen                                                                     |
| ja   | Datei hochladen | Wohnhaus, sog. Mesnerkeusche HERIS-ID: 84537 Objekt-ID: 98640                                                                   | Rollsdorf 51 Standort KG: Lohngraben                                 | | BDA-Hist.: Q38183161 Status: § 2a Stand der BDA-Liste: 2025-06-30 Name: Wohnhaus, sog. Mesnerkeusche GstNr.: .26/3 Mesnerkeusche-Rollsdorf                                                          |
| ja   | Datei hochladen | Wetterturm HERIS-ID: 84533 Objekt-ID: 98636                                                                                     | bei Rollsdorf 51 Standort KG: Lohngraben                             | Der Wetterturm ist typisch für die Oststeiermark. Er wurde 1756 erbaut, im gleichen Jahr wurde die Glocke gegossen. Sie läutet zum Gebet und um Unwetter abzuwenden. | BDA-Hist.: Q38183136 Status: § 2a Stand der BDA-Liste: 2025-06-30 Name: Wetterturm GstNr.: .26/3 Wetterturm-Rollsdorf                                                                               |
| ja   | Datei hochladen | Pfarrhof (Dechantei) HERIS-ID: 85500 Objekt-ID: 99701                                                                           | Obere Hauptstraße 38 Standort KG: St. Ruprecht an der Raab           | Die Dechantei mit ihren zweigeschoßigen Arkaden wurde 1681 erbaut und 1780 erweitert. 1890 wurde sie erneuert. Der Verbindungstrakt zur Kirche zeigt Arkaden aus dem 17. Jahrhundert. | BDA-Hist.: Q38185262 Status: § 2a Stand der BDA-Liste: 2025-06-30 Name: Pfarrhof (Dechantei) GstNr.: .34                                                                                            |
| ja   | Datei hochladen | Ehem. Friedhof mit Stiegenanlage, Ummauerung und integr. Figurenbildstock hl. Johannes Nepomuk HERIS-ID: 85501 Objekt-ID: 99702 | Obere Hauptstraße 38 Standort KG: St. Ruprecht an der Raab           | Die Steinfigur des hl. Johannes Nepomuk vor der Kirche ist mit 1711 bezeichnet. | BDA-Hist.: Q38185271 Status: § 2a Stand der BDA-Liste: 2025-06-30 Name: Ehem. Friedhof mit Stiegenanlage, Ummauerung und integr. Figurenbildstock hl. Johannes Nepomuk GstNr.: .108/1, .39/3, 413/7 |
| ja   | Datei hochladen | Kath. Pfarrkirche hl. Ruprecht (Dekanatskirche) HERIS-ID: 51060 Objekt-ID: 56619                                                | Obere Hauptstraße 38 Standort KG: St. Ruprecht an der Raab           | Die erste Kirche dieser ältesten und größten Pfarre der Oststeiermark wurde wohl bereits um das Jahr 1050 errichtet. Vom romanischen Bau ist heute nichts mehr, vom gotischen Bau das Untergeschoß des Südturms erhalten. In den Jahren 1728–1737 erfolgte durch Fidelis Hainzl ein vollständiger Neubau der Kirche. Sie weist seither ein dreijochiges Langhaus, einen zweijochigen Chor sowie einen hohen Turm mit Glockengeschoß und Zwiebelhelm auf. Der Hochaltar stammt aus der Zeit um 1867, das Bild des Kirchenheiligen ist jedoch älter. | BDA-Hist.: Q20653358 Status: § 2a Stand der BDA-Liste: 2025-06-30 Name: Kath. Pfarrkirche hl. Ruprecht (Dekanatskirche) GstNr.: .108/1 Pfarrkirche Sankt Ruprecht an der Raab                       |
| ja   | Datei hochladen | Mariensäule HERIS-ID: 85502 Objekt-ID: 99704                                                                                    | Standort KG: St. Ruprecht an der Raab                                | Die Mariensäule unterhalb der Kirche stammt aus dem 3. Viertel des 17. Jahrhunderts. Sie wurde 1950 restauriert. | BDA-Hist.: Q38185282 Status: § 2a Stand der BDA-Liste: 2025-06-30 Name: Mariensäule GstNr.: 413/10                                                                                                  |
| ja   | Datei hochladen | Volksschule HERIS-ID: 85505 Objekt-ID: 99707                                                                                    | Obere Hauptstraße 39 Standort KG: St. Ruprecht an der Raab           | Die Volksschule stammt aus dem späten 19. Jahrhundert. Die Fassade ist strenghistoristisch dekoriert. | BDA-Hist.: Q38185300 Status: § 2a Stand der BDA-Liste: 2025-06-30 Name: Volksschule GstNr.: 229/1                                                                                                   |
| ja   | Datei hochladen | Privatvolksschule der Dominikanerinnen HERIS-ID: 85504 Objekt-ID: 99706                                                         | Obere Hauptstraße 39 Standort KG: St. Ruprecht an der Raab           | | BDA-Hist.: Q38185290 Status: § 2a Stand der BDA-Liste: 2025-06-30 Name: Privatvolksschule der Dominikanerinnen GstNr.: 229/1                                                                        |
| ja   | Datei hochladen | Ehem. Bürgerspital, Armenhaus HERIS-ID: 85506 Objekt-ID: 99708                                                                  | Obere Hauptstraße 49 Standort KG: St. Ruprecht an der Raab           | | BDA-Hist.: Q38185311 Status: § 2a Stand der BDA-Liste: 2025-06-30 Name: Ehem. Bürgerspital, Armenhaus GstNr.: .23                                                                                   |
| ja   | Datei hochladen | Flur-/Wegkapelle Spitalkreuz HERIS-ID: 85507 Objekt-ID: 99709                                                                   | gegenüber Obere Hauptstraße 49 Standort KG: St. Ruprecht an der Raab | Die Straßenkapelle beinhaltet eine Kreuzgruppe aus dem 1. Viertel des 18. Jahrhunderts, die Marx Schokotnigg zugeschrieben wird. 1972 restauriert. | BDA-Hist.: Q38185321 Status: § 2a Stand der BDA-Liste: 2025-06-30 Name: Flur-/Wegkapelle Spitalkreuz GstNr.: 432                                                                                    |
| ja   | Datei hochladen | Frühmittelalterliche Siedlung St. Ruprecht an der Raab HERIS-ID: 45203 Objekt-ID: 46122                                         | St. Ruprecht an der Raab Standort KG: St. Ruprecht an der Raab       | | BDA-Hist.: Q38014180 Status: Bescheid Stand der BDA-Liste: 2025-06-30 Name: Frühmittelalterliche Siedlung St. Ruprecht an der Raab GstNr.: 25/1                                                     |
| ja   | Datei hochladen | Kalvarienbergkirche Zum gegeißelten Heiland HERIS-ID: 85614 Objekt-ID: 99816                                                    | Unterfladnitz 6 Standort KG: Unterfladnitz                           | Die spätklassizistische Kirche mit Doppelturmfassade und halbkreisförmiger Apsis wurde 1845–1850 errichtet. Die Wandmalereien der Kirche wurden 1890 vollendet, der Hochaltar enthält eine um 1840 entstandene Figur des Gegeißelten Heilands. | BDA-Hist.: Q1722764 Status: § 2a Stand der BDA-Liste: 2025-06-30 Name: Kalvarienbergkirche Zum gegeißelten Heiland GstNr.: .58 Kalvarienbergkirche Breitegg                                         |
| ja   | Datei hochladen | Mesnerhaus HERIS-ID: 85615 Objekt-ID: 99817                                                                                     | Unterfladnitz 6 Standort KG: Unterfladnitz                           | | BDA-Hist.: Q38185456 Status: § 2a Stand der BDA-Liste: 2025-06-30 Name: Mesnerhaus GstNr.: .58 |